# Anemia vestita
Anemia vestita là một loài dương xỉ trong họ Anemiaceae. Loài này được Baker Christenh. mô tả khoa học đầu tiên năm 2011.